# Municipio de Rush (Míchigan)
El municipio de Rush (en inglés, Rush Township) es un municipio del condado de Shiawassee, Míchigan, Estados Unidos. Tiene una población estimada, a mediados de 2021, de 1252 habitantes.

## Geografía
Está ubicado en las coordenadas 43°5′6″N 84°13′46″O / 43.08500, -84.22944. Según la Oficina del Censo de los Estados Unidos, tiene una superficie total de 91.3 km², de la cual 90.4 km² corresponden a tierra firme y 0.9 km² son agua.

## Demografía
Según el censo de 2020, en ese momento había 1268 personas residiendo en la zona. La densidad de población era de 14.03 hab./km². El 93.45% de los habitantes eran blancos, el 0.24% eran afroamericanos, el 0.47% eran amerindios, el 0.95% eran asiáticos, el 0.08% era isleño del Pacífico, el 0.47% eran de otras razas y el 4.34% eran de una mezcla de razas. Del total de la población, el 2.21% eran hispanos o latinos de cualquier raza.